# ヴォルフラム・フォン・リヒトホーフェン

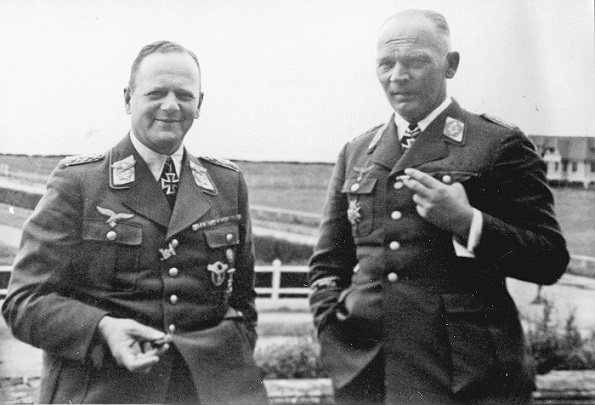
エルハルト・ミルヒ（左）とリヒトホーフェン（1940年）

ヴォルフラム・フライヘア（男爵）・フォン・リヒトホーフェン（Wolfram Freiherr von Richthofen, 1895年10月10日 - 1945年7月12日）は、ドイツの軍人。ドイツ国防軍空軍元帥。爵位は男爵（Freiherr）。スペイン内戦の際「コンドル軍団」を率いていたことでも知られる。

## 経歴
騎兵大将マンフレート・フォン・リヒトホーフェンの息子として、当時はドイツ帝国領であったシュレージェン地方シュトリーガウ（現ポーランド領シュトシェゴム）に生まれる。 生家リヒトホーフェン家は貴族で、男爵の家柄である。1913年、18歳で士官候補生としてオーラウの第4ユサール連隊に入営。カッセルの陸軍士官学校で学び1914年に少尉に任官。第一次世界大戦には大隊長として従軍したが、1917年にハレの航空学校に転じる。卒業後の1918年3月に従兄弟のマンフレート・フォン・リヒトホーフェンが指揮する第11戦闘機中隊に配属される。終戦までに8機を撃墜した。
1920年、中尉で除隊。1923年までハノーファー工科高等専門学校で機械工学を学び、工学士となる。卒業後、ヴァイマル共和国軍に再度入営し、少尉として第11騎兵連隊に配属される。しかし国防軍が極秘に進めていた空軍再建計画に参加。公式にはベルリン地区司令部に属していたが、実際は陸軍武器局に勤務していた。1925年、中尉に昇進。1928年11月、第5自動車中隊長。翌年大尉に昇進。この間ベルリン・シャルロッテンブルク工科高等専門学校で工学博士号を取得。4月からローマのドイツ大使館付武官となるが、実際の任務はイタリア空軍を研究することだった。2年後にドイツに転勤、第6自動車中隊長に就任。

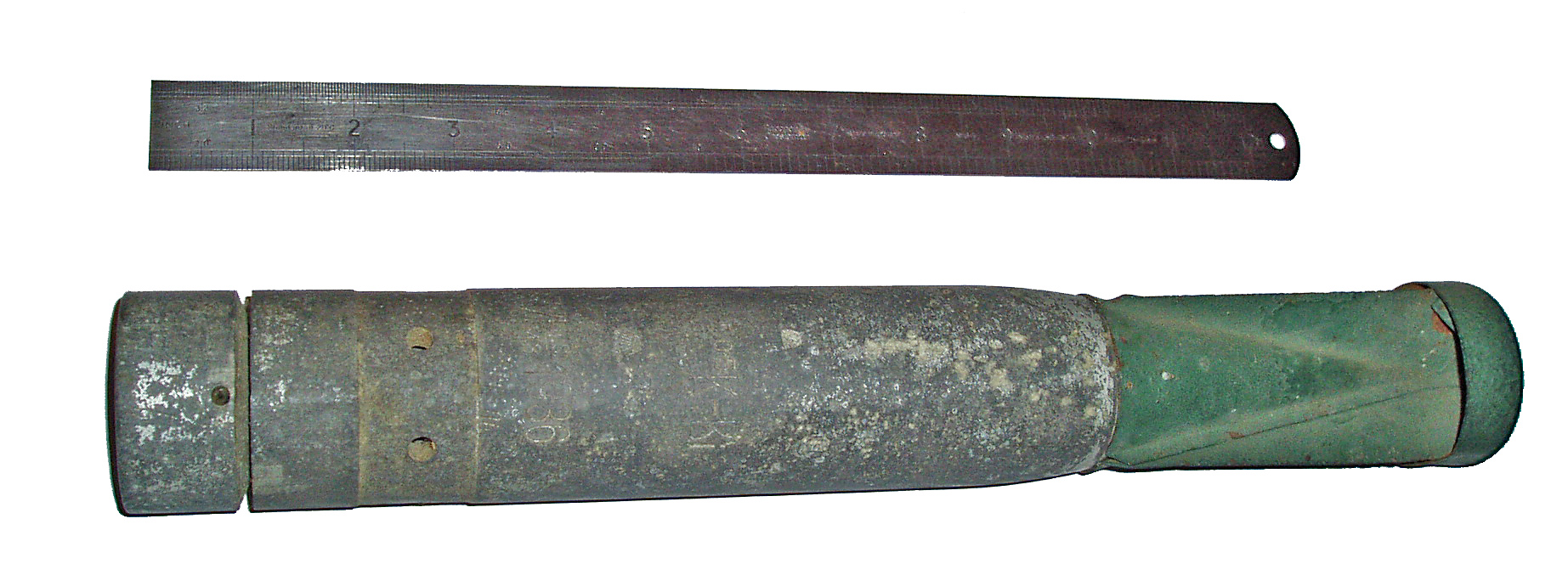
ドイツ空軍の1kg焼夷弾（イギリスに投下されたもの）

1933年10月、ドイツ空軍の再建と共にドイツ航空省開発局に転じる。翌年少佐に昇進。1936年に中佐。同年、スペイン内戦に「コンドル軍団」の一員として従軍。1937年4月にコンドル軍団が実施した、一般市民数百名が死んだ悪名高い無差別爆撃「ゲルニカ空襲」の際は軍団参謀だった。リヒトホーフェンは日記に次のように記している。
1937年10月、スペインから帰還し、翌年1月に大佐に昇進。4月、リューネブルクの第257戦闘航空団司令官。この年11月に少将に昇進し、今度はコンドル軍団長として再度スペインに派遣される。翌年スペイン内戦は終了し、5月に軍団とリヒトホーフェンはドイツに凱旋した。

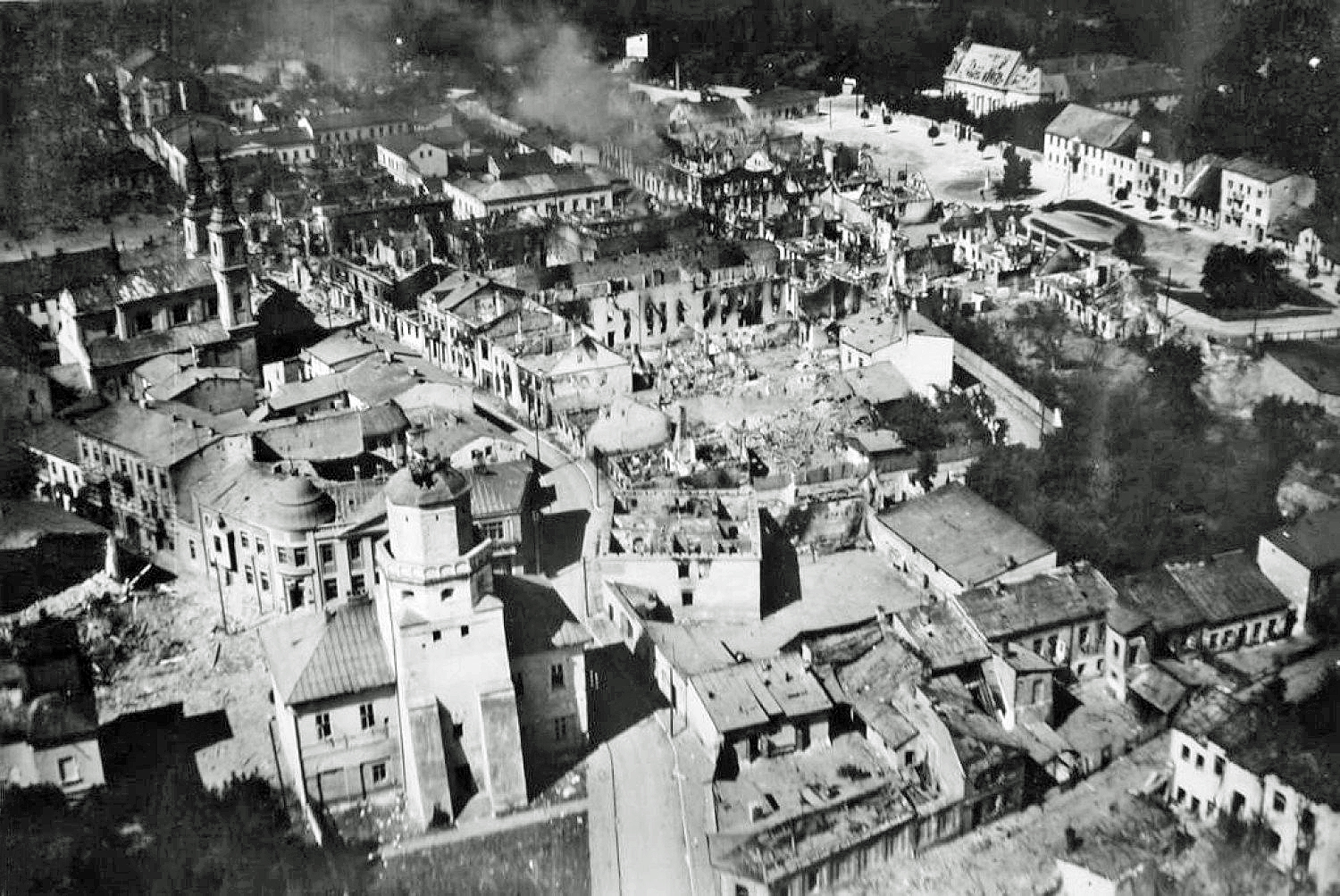
爆撃直後のヴィエルニ

第二次世界大戦が始まると、リヒトホーフェンは特務航空司令官としてポーランド侵攻に従軍、第10軍に対する航空支援を行った。1939年9月1日、リヒトホーフェンは正式な宣戦布告の前にヴィエルニに対する空襲を命じている。翌年の西方電撃戦では第8航空軍団長。1941年4月に始まるバルカン侵攻作戦ではクレタ島降下作戦を指揮。独ソ戦で彼の航空軍団は第3装甲集団を支援。1942年2月1日、上級大将に昇進。スターリングラードの戦いに参加し、1943年2月16日には元帥に列せられた。
しかし徐々に連合軍が物量を以てドイツ空軍を圧倒、ドイツの制空権は失われてゆき、リヒトホーフェンも脳腫瘍を患い1944年10月27日をもって第一線から引退する。その後療養生活に入ったリヒトホーフェンだが、ドイツの敗戦によりアメリカ軍の捕虜となりオーストリアにある捕虜収容所に収監されほどなく死去した。